# Eugeniusz Wappa
Eugeniusz Wappa, biał. Яўген Вапа, trb. Jauhen Wapa (ur. 1965) – polski społecznik i publicysta narodowości białoruskiej, działacz białoruskiej mniejszości narodowej w Polsce.

## Życiorys
Absolwent Liceum Ogólnokształcącego z BJN w Hajnówce; egzamin maturalny zdał w 1984. W trakcie nauki w szkole średniej założył klub białoruski, w którym organizowano wieczorki literackie i spotkania z pisarzami, a także jeździł na rajdy studenckie. Gdy przystępował do egzaminu maturalnego, mieszkańcy Długiego Brodu, jego rodzinnej miejscowości, zorganizowali zebranie, na którym postanowiono, że przy wjeździe do ich wsi powinna stać tablica z nazwą miejscowości w języku polskim i białoruskim.
Eugeniusz Wappa studiował następnie historię na Uniwersytecie Warszawskim. Jako student zaczął się rozglądać za możliwością stworzenia instytucjonalnych ram, w których mogliby zrzeszać się studenci pochodzenia białoruskiego. Wraz ze studentami ukraińskimi i litewskimi powołano wówczas Radę Kultury Studentów Mniejszości Narodowych. Od 1987 podejmowane były wysiłki na rzecz reaktywowania Białoruskiego Zrzeszenia Studentów (Biełaruskaje abjadnannie studentau – BAS), rozwiązanego w dniu wprowadzenia stanu wojennego. Po kilkakrotnej odmowie władz stowarzyszenie zostało zarejestrowane 29 listopada 1988. Pierwszym przewodniczącym BAS został wówczas Eugeniusz Wappa. Organizował też białoruskie wydawnictwa drugiego obiegu w Polsce, był współredaktorem biuletynu „Spotkania”. Według Eugeniusza Wappy Białorusini byli jedyną mniejszością narodową, która w sposób zorganizowany działała w antykomunistycznym podziemiu.
Bez powodzenia kandydował do Sejmu w 1991 (z listy Białoruskiego Komitetu Wyborczego) i w 1997 (z listy Unii Pracy w okręgu białostockim), a w 2006 do sejmiku podlaskiego.
W 1994 został prezesem Związku Białoruskiego w RP. W 1998 był współzałożycielem stowarzyszenia Centrum Edukacji Obywatelskiej Polsko-Białoruskiej, którego został dyrektorem programowym. 1 stycznia 2004 objął stanowisko redaktora naczelnego „Niwy”, tygodnika mniejszości białoruskiej w Polsce. W 2006 reaktywowano Białoruskie Radio Racja, nadające audycje skierowane do mniejszości białoruskiej w Polsce i mieszkańców Białorusi. W spółce zarządzającej tą rozgłośnią powierzono mu funkcję prezesa. Ze względu na działalność w Białoruskim Radiu Racja oraz w tygodniku „Niva”, na łamach których wspierał demokrację na Białorusi, w 2011 znalazł się na liście osób objętych zakazem wjazdu na Białoruś.

## Poglądy
Eugeniusz Wappa skrytykował wyniki spisu powszechnego z 2002. Twierdził, że większość młodych ludzi wolała nie przyznawać się do białoruskiej narodowości, zwłaszcza na pograniczu, gdzie jego zdaniem często utrzymuje się tożsamość wielowarstwowa. Jest przeciwnikiem używania terminu „kresy” dla określania wschodnich ziem II Rzeczypospolitej, uznając, że określenie to ma kolonialny charakter. Uważa, że za mało się mówi o białoruskim charakterze Wielkiego Księstwa Litewskiego. Dziennikarz Michał Bołtryk wytknął mu, że jako prezes Białoruskiego Radia Racja, nadawał na Białoruś audycje o charakterze prawicowym za pieniądze wyasygnowane przez prawicowy PiS, a jako działacz mniejszości białoruskiej w Polsce jednocześnie deklaruje, że nie chce być kojarzony ani z prawicą, ani z lewicą.

## Odznaczenia i wyróżnienia
Odznaczony Krzyżem Kawalerskim Orderu Odrodzenia Polski (2008). W 2019 wyróżniony Medalem 100-lecia Białoruskiej Republiki Ludowej.

## Publikacje
- Sergiusz Iwaniuk, Eugeniusz Wappa (oprac.): Białoruski ruch studencki w Polsce 1981–1992. Białystok: Białoruskie Zrzeszenie Studentów, 1995. ISBN 83-903656-0-X. Brak numerów stron w książce
- Eugeniusz Wappa (red.): Belarusʹ na staronkakh „Nivy” 1989–2005 (vybranae). Białystok: 2006. ISBN 978-83-917349-8-8. Brak numerów stron w książce